# Tiny Stricker

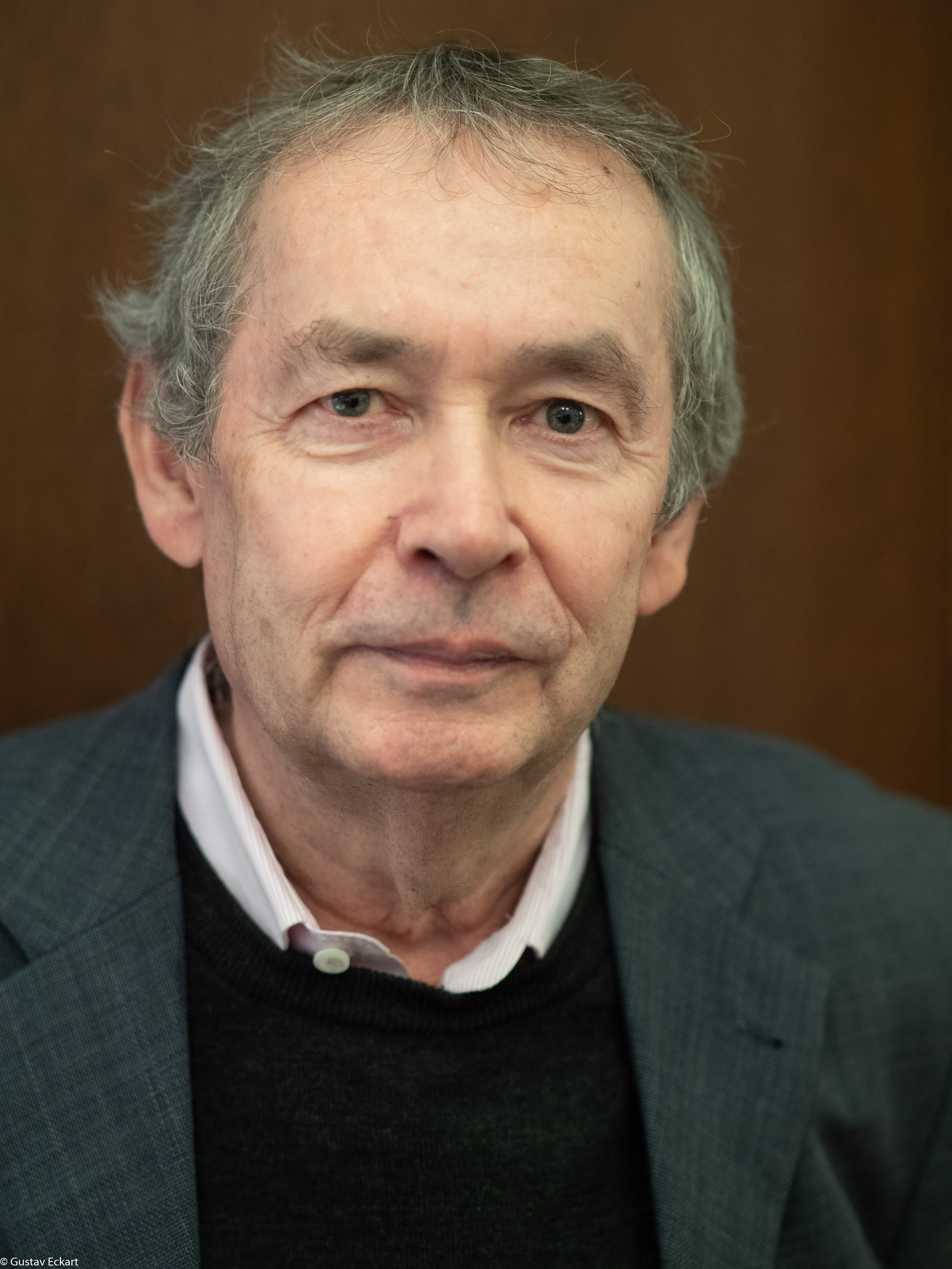
Tiny Stricker (2018)

Heinrich „Tiny“ Stricker (* 23. August 1949 in Gundelfingen an der Donau) ist ein deutscher Schriftsteller.

## Leben und Werk
Tiny Stricker besuchte das Musische Gymnasium in Lauingen (Donau). Nach dem Abitur 1968 überführte er einen Mercedes nach Täbris. Über die Fahrt und den Aufenthalt im Iran berichtete er in seinem Buch Ein Mercedes für Täbris. 1969 reiste er nach Indien und arbeitete einige Zeit im Hafen von Chittagong in Bangladesch. Unterwegs entstand der Reise-Roman Trip Generation, der 1970 beim Maro-Verlag erschien und bei der Mainzer Minipressen-Messe zum Alternativbuch des Jahres gewählt wurde. 1970/71 wirkte Tiny Stricker als Sänger bei der Musikgruppe Siloah mit, die damals die LP Siloah herausbrachte. Seine Erfahrungen mit der Band hat er in dem Buch Unterwegs nach Essaouira verarbeitet. Tiny Stricker gilt als einer der Pioniere der deutschen Pop-Literatur. Vor allem der Roman Trip Generation wurde stilprägend für das Genre der Roadnovel in Deutschland. Seine Bücher wurden mit den Werken von Jack Kerouac, aber auch mit den Filmen von Jim Jarmusch verglichen.
Tiny Stricker studierte in München Anglistik/Amerikanistik und Germanistik. Nach dem Studium ging er 1975 für zwei Jahre als Lektor nach England, arbeitete anschließend als Lehrer in Bayern und ab 1980 beim Goethe-Institut.

## Einzelbeschreibungen
Trip Generation ist ein literarischer Roadtrip, der von Istanbul über den „hippie trail“ nach Indien führt. Gleichzeitig ist es ein experimentelles Werk, das den Reiseroman im Stil Kerouacs mit Pop- und Comic-Elementen vermischt.
Auf der Flucht vor der Flimmerkisten-Mafia ist eine fantastische Saga, in der Figuren der Medienwelt miteinander interagieren. Eine Hörspielversion des Buchs wurde vom Österreichischen Rundfunk gesendet.
Soultime handelt von einer Abiturklasse im Jahre 1968: ein Coming-of-Age-Roman, der auch die Atmosphäre der Provinz und den Einfluss der amerikanischen Soul-Musik beschreibt.
Spaghetti Junction erzählt von den vielfältigen Begegnungen und Konstellationen auf einer Reise, die von Malta über London nach Schottland führt.
Vom Gehen in griechischen Städten hält Eindrücke aus einem mehrjährigen Aufenthalt in Nordgriechenland fest: ein Bild Griechenlands abseits der Touristenwege.
Ein Mercedes für Täbris beschreibt eine abenteuerliche Autofahrt von München in den Iran und einen längeren Aufenthalt dort. Eine Ost-West-Liebesgeschichte und die Anfänge der Hippie-Bewegung sind weitere Themen des Buchs.
In Lektüren in Sarajevo werden Erkundungen in Bosnien-Herzegowina mit Lektüren orientalischer und antiker Texte vermischt.
Unterwegs nach Essaouira behandelt die Atmosphäre und das Aufbruchsgefühl der Jahre 1970/71: Die Münchener Szene und die Entstehung einer Musikgruppe wird mit der Hippie-Szene in Essaouira kontrastiert.
Grenzland ist eine Art neuer Heimatroman: Die Hauptfigur, ein Junglehrer, wird in ein Gebiet an der deutsch-deutschen Grenze geschickt, aber er gerät auch an eine innere Grenze, der zwischen Jugend und der Welt der Erwachsenen.
In Spieler im Park freundet sich ein junger Dozent, neu auf dem Campus in Südengland, mit einem Außenseiter, einem Schauspieler, an. Gemeinsam reisen sie durch England, unterwegs zu einem legendären Park.
In U-Bahn-Reiter geht es vor allem um Beobachtungen auf U-Bahn-Fahrten: ein modernes Großstadtbrevier und gleichzeitig ein andersartiges München-Buch.
London, Pop und frühe Liebe berichtet von einer deutsch-britischen Teenage-Affäre vor dem aufregenden Hintergrund der Swinging Sixties.
Hotel Amir Kabir oder Die Wege der Hippies erzählt von einem Hotel in Teheran in den Jahren 68/69 und von den Erlebnissen der Hauptfigur auf dem Hippie-Trail.
Hippies in  Chittagong schildert die Geschichte dreier Freunde, die mittellos in der bengalischen Hafenstadt gestrandet sind. Sie schlagen sich durch, und irgendwann wird Chittagong für sie zur Traumstadt.

## Werke
- Trip Generation Maro-Verlag, Augsburg 1970 ff., Neuausgabe 2014
- Trip Generation Rowohlt, Reinbek 1972
- Auf der Flucht vor der Flimmerkisten-Mafia Maro-Verlag, Augsburg 1977
- Soultime Maro-Verlag, Augsburg 1989, Neuausgabe 2014
- Spaghetti Junction Maro-Verlag, Augsburg 1995
- Vom Gehen in griechischen Städten p.machinery, Murnau 2010, Neuausgabe 2017
- Ein Mercedes für Täbris Maro-Verlag, Augsburg 2012
- Lektüren in Sarajevo p.machinery, Murnau 2015
- Unterwegs nach Essaouira p.machinery, Murnau 2017
- Grenzland p.machinery, Murnau 2018
- Spieler im Park, p.machinery, Winnert 2019
- U-Bahn-Reiter, p.machinery, Winnert 2020
- London, Pop und frühe Liebe, p.machinery, Winnert 2022
- Hotel Amir Kabir oder Die Wege der Hippies, p.machinery, Winnert 2023
- Hippies in Chittagong, p.machinery, Winnert 2025